# Rick Steves
Rick Steves, ameriški popotnik, potopisec in aktivist, * 10. maj 1955 Barstow, Kalifornija, ZDA
Njegova filozofija potovanj spodbuja ljudi, da raziskujejo manj turistična območja in se potopijo v način življenja tamkajšnjih ljudi. Od leta 2000 na javni televiziji vodi potopisno serijo Rick Steves's Europe. Steves ima tudi javno radijsko potovalno oddajo Traveling with Rick Steves (ustanovljena leta 2005) in je avtor številnih popotniških vodnikov, od katerih je bil prvi popularni Europe Through the Back Door. Leta 2006 je postal kolumnist sindiciranega časopisa, leta 2010 pa je njegovo podjetje izdalo aplikacijo za mobilne telefone z imenom "Rick Steves 'Audio Europe", ki vsebuje vodene oglede in geografske podatke.